# مطار قانتشو هوانتشين
مطار قانتشو هوانتشين (بالإنجليزية: Ganzhou Huangjin Airport)‏ (إياتا: KOW، إيكاو: ZSGZ) يقع في مدينة قانتشو في جمهورية الصين الشعبية. صنف مطار قانتشو هوانتشين في المرتبة الحادية والسبعون في الصين من حيث عدد الركاب عام 2011 وفقًا لإدارة الطيران المدني في الصين، حيث تعامل مع 515,068 راكب، وبلغ إجمالي حركة الطائرات (القادمة والمغادرة) 6,106 طائرة وقد بلغت كمية البضائع المنقولة عبر المطار 2,948 طن.

## شركات الطيران والوجهات
| شركـات طيـران          | الوجهات |
| ---------------------- | --- |
| خطوط شرق الصين الجوية  | مطار غينغادو جياودونغ الدولي، مطار شانغهاي هونغكياو الدولي، مطار شانغهاي بودنغ الدولي |
| خطوط جنوب الصين الجوية | مطار بكين داشينغ الدولي، مطار تشانغتشو بيننو، مطار قوانغتشو باييون الدولي، مطار شينزين باوان الدولي |
| Dalian Airlines        | مطار بكين العاصمة الدولي |
| Fuzhou Airlines        | مطار هاربين الدولي، مطار سانيا فينيكس الدولية |
| طيران جي إكس           | مطار داليان الدولي، مطار هايكو ميلان الدولي، مطار جينان الدولي، مطار نانينغ الدولي، مطار تيانجين الدولي |
| Jiangxi Air            | مطار فوتشو تشانغله الدولي، مطار تشنغتشو الدولي، مطار زوني شينزهو |
| خطوط جونياو الجوية     | مطار نانجينغ الدولي، مطار شانغهاي بودنغ الدولي |
| طيران لونج             | مطار قوييانغ لونغدونغابو الدولي، مطار جينان الدولي |
| خطوط لاكي الجوية       | مطار تشنغدو شوانغليو الدولي، مطار جينغديو الجديد، مطار قوييانغ لونغدونغابو الدولي، مطار هايكو ميلان الدولي، مطار هانغتشو شياوشان الدولي، مطار حيفي شينكياو الدولي، مطار كونمينغ جانغشوي الدولي، مطار نانجينغ الدولي، مطار نينغبو ليش الدولي، مطار تيانجين الدولي، Zhanjiang، مطار تشنغتشو الدولي |
| خطوط طيران أوكاي       | مطار تشانغشا هوانغوا الدولي |
| خطوط سيتشوان الجوية    | مطار جينغديو الجديد، مطار شيامن قاوتشي الدولي |
| سبرينغ (شركة طيران)    | مطار شانغهاي بودنغ الدولي |
| خطوط تيانجين الجوية    | مطار تشونغتشينغ جيانغبى الدولي، مطار داليان الدولي، مطار سانيا فينيكس الدولية، مطار تيانجين الدولي، مطار شيان شيانيانغ الدولي، مطار تشوهاى سانزو |
| West Air ‏              | مطار تشونغتشينغ جيانغبى الدولي |